# Зимбабве на Универсиадах
Зимбабве принимает участие в Универсиадах начиная с летней Универсиады 1959 года в Турине. На зимних Универсиадах спортивная делегация Зимбабве не участвовала ни разу.
На настоящее время (после летней Универсиады 2021 и зимней Универсиады 2023) спортсмены Зимбабве на всех Универсиадах медалей не завоевали.